# تورا-سان، نیکوکار خوب
تورا-سان، نیکوکار خوب (انگلیسی: Tora-san, the Good Samaritan) یک فیلم کمدی ژاپنی محصول ۱۹۷۱ به کارگردانی یامادا یوجی است. این فیلم هفتمین فیلم از مجموعه محبوب و طولانی‌مدت اوتوکو وا تسورای یو است. کیوشی آتسومی در نقش «توراجیرو کوروما» (تورا-سان) و رومی ساکاهیبارا در این فیلم به عنوان «علاقه عشقی توراسان» («مدونا») با نام «هاناکو اوتا» ظاهر می‌شود.

## خلاصه
حدود یک سال پیش، مادر بیولوژیکی توراجیرو، «اوکیکو»، کارتی از توراسان دریافت می‌کند که در آن نوشته من به زودی ازدواج می‌کنم، بالاخره مادرش به دیدار تورا-یا می‌آید و با خانواده توراسان دیدار می‌کند. توراجیرو وقتی از آمدن مادرش مطلع می‌شود خودش به همراه ساکورا به هتل مادرش در توکیو می‌رود، اما اوکیکو از سبک زندگی شلخته‌اش عصبانی می‌شود و می‌گوید: «تو هنوز مجردی و همیشه مشکل ایجاد می‌کنی.» ساکورا در حالی که از رفتار توراجیرو عصبانی است، به سخنان اوکیکو پاسخ می‌دهد و از توراسان دفاع می‌کند و می‌گوید با همین وضع توراسان هم کسانی هستند که هرچند ممکن است تا حدی کم کسری داشته باشند اما حاضرند با او ازدواج کنند. اوکیکو با برخورد محبت آمیز ساکورا نسبت به توراجیرو اشک می‌ریزد…

## بازخورد
یوجی یامادا برای کارش در فیلم شکست عشقی تورا-سان و همچنین تورا-سان، نیکوکار خوب و اثر بعدی ندای عشق تورا-سان در مجموعه اوتوکو وا تسورای یو (همه ۱۹۷۱) بهترین کارگردانی را کسب کرد. جایزه فیلم ماینیچی با ماساهیرو شینودا را کسب کرد. سایت آلمانی زبان molodezhnaja به این قسمت سه و نیم ستاره از پنج ستاره می‌دهد.